# Вулька-Тарновська (Мазовецьке воєводство)
Вулька-Тарновська (пол. Wólka Tarnowska) — село в Польщі, у гміні Маґнушев Козеницького повіту Мазовецького воєводства.
Населення — 192 особи (2011).
У 1975-1998 роках село належало до Радомського воєводства.

## Демографія
Демографічна структура станом на 31 березня 2011 року:
|          | Загалом | Допрацездатний вік | Працездатний вік | Постпрацездатний вік |
| -------- | ------- | ------------------ | ---------------- | -------------------- |
| Чоловіки | 105     | 35                 | 62               | 8                    |
| Жінки    | 87      | 24                 | 40               | 23                   |
| Разом    | 192     | 59                 | 102              | 31                   |